# Llano (Guayanilla)
Llano es un barrio ubicado en el municipio de Guayanilla en el estado libre asociado de Puerto Rico. En el Censo de 2010 tenía una población de 773 habitantes y una densidad poblacional de 150,43 personas por km².

## Geografía
Llano se encuentra ubicado en las coordenadas 18°3′27″N 66°47′53″O / 18.05750, -66.79806. Según la Oficina del Censo de los Estados Unidos, Llano tiene una superficie total de 5.14 km², que corresponden a tierra firme.

## Demografía
Según el censo de 2010, había 773 personas residiendo en Llano. La densidad de población era de 150,43 hab./km². De los 773 habitantes, Llano estaba compuesto por el 90.56% blancos, el 0.91% eran afroamericanos, el 0.13% eran amerindios, el 7.12% eran de otras razas y el 1.29% pertenecían a dos o más razas. Del total de la población el 99.87% eran hispanos o latinos de cualquier raza.